# Betrunkene Shrimps

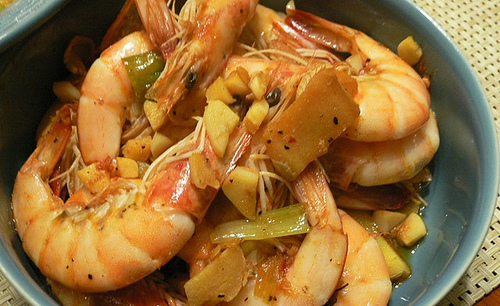
Zui xia

Sogenannte Betrunkene Shrimps (zui xia) sind ein chinesisches Fischgericht aus Shrimps, die in Alkohol gegart werden, daher der Name. Die Tiere werden ungeschält scharf angebraten, bis sie gelb werden, dann in Reiswein und etwas Sojasauce weichgegart, sodass die Schale mitgegessen werden kann. Betrunkene Shrimps werden zuweilen auch lebend serviert, wo sie bei Tisch in einer geschlossenen Glasschale in Alkohol gegeben werden (in dem sie sterben) und dann gegart werden, indem der Alkohol angezündet wird.

## Rezeption
Der japanische Regisseur Juzo Itami hat zu diesem Gericht in seinem Film Tampopo Bezug genommen, indem er den Todeskampf der betrunkenen Shrimps zum Teil des Liebesspiels machte: Ein Gangster verbindet seiner Geliebten die Augen und lässt die Tierchen dann auf ihrem nackten Bauch zucken.